# Двотавр

Схема дерев'яної двотаврової балки

Двота́вр, також двотет;— стандартний профіль конструктивних елементів з чорного прокату чи дерева, який має переріз, близький по формі до літери «Н». Балка двотаврового перерізу приблизно у 7 разів міцніша та в 30 разів цупкіша за  балку квадратного профілю з аналогічною площею перерізу.
Клеєна двотаврова OSB балка є універсальним будівельним матеріалом, який використовується в будівництві котеджів, міжповерхових і горищних перекриттів, при влаштування кроквяних конструкцій для покрівельних робіт і мансард. Формула «дерево + OSB + дерево» дозволяє уникнути недоліків, властивих деревині, а завдяки двотавровому перетину досягаються високі міцнісні характеристики, що ставить двотаврові балки в один ряд з бетонними і залізобетонними конструкціями.